# Ross Dunkerton
Pour les articles homonymes, voir Dunkerton (homonymie).
Ross Dunkerton, né le 16 juillet 1945 à Perth (Australie-Occidentale), est un pilote de rallyes australien.

## Biographie
Longtemps conseiller municipal de Bassendean, il réside désormais à Cairns depuis 2007, au nord du Queensland, mais court encore ponctuellement à plus de 65 ans sur une Ralliart Mitsubishi Lancer Evolution IX RS, après s'être essayé sur une MK II BDA team Ford Escort Rally en 2009 au rallye Otago de Nouvelle-Zélande.
Sur trois décennies (1965-1995), il remporta une centaine de rallyes, puis devint présentateur de télévision pour les états de l'Ouest en 1995 (animateur d'un show sur l'art de vivre en Australie entre autres) et consultant pour le championnat national sur Network Ten à son retrait sportif (...ou supposé comme tel). Il est l'un des trois seuls pilotes australiens (avec Chris Atkinson et Cody Crocker) ayant obtenu une licence FIA pour participer au Championnat du monde des rallyes.
L'une de ses dernières apparitions eu lieu lors du Rallye Historic néozélandais Otago en 2009, sur Ford Escort Mk2 BDA.
Son copilote principal fut Fred Gocentas.

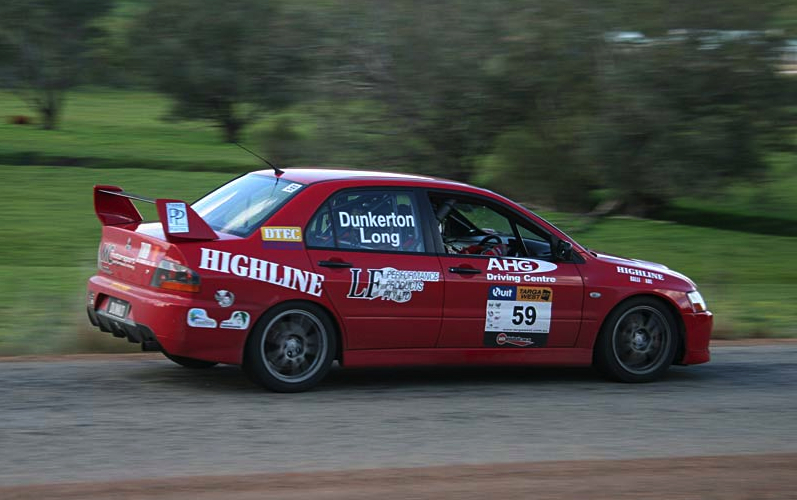
R. Dunkerton au Targa West Rally 2006 (vainqueur).

## Palmarès
- 1991: Champion d'Asie-Pacifique des rallyes (APRC), sur Mitsubishi Galant VR-4 (team Mitsubishi Ralliart);
- 1992: Champion d'Asie-Pacifique des rallyes, sur Mitsubishi Galant VR-4 (team Mitsubishi Ralliart);
- Quintuple Champion d'Australie des rallyes, en 1975, 1976, 1977 (titre partagé avec George Fury), 1979 et 1983 (sur Datsun 1600s, 240Zs, et 260Zs).

## Quelques victoires
- 1977: Safari calédonien;

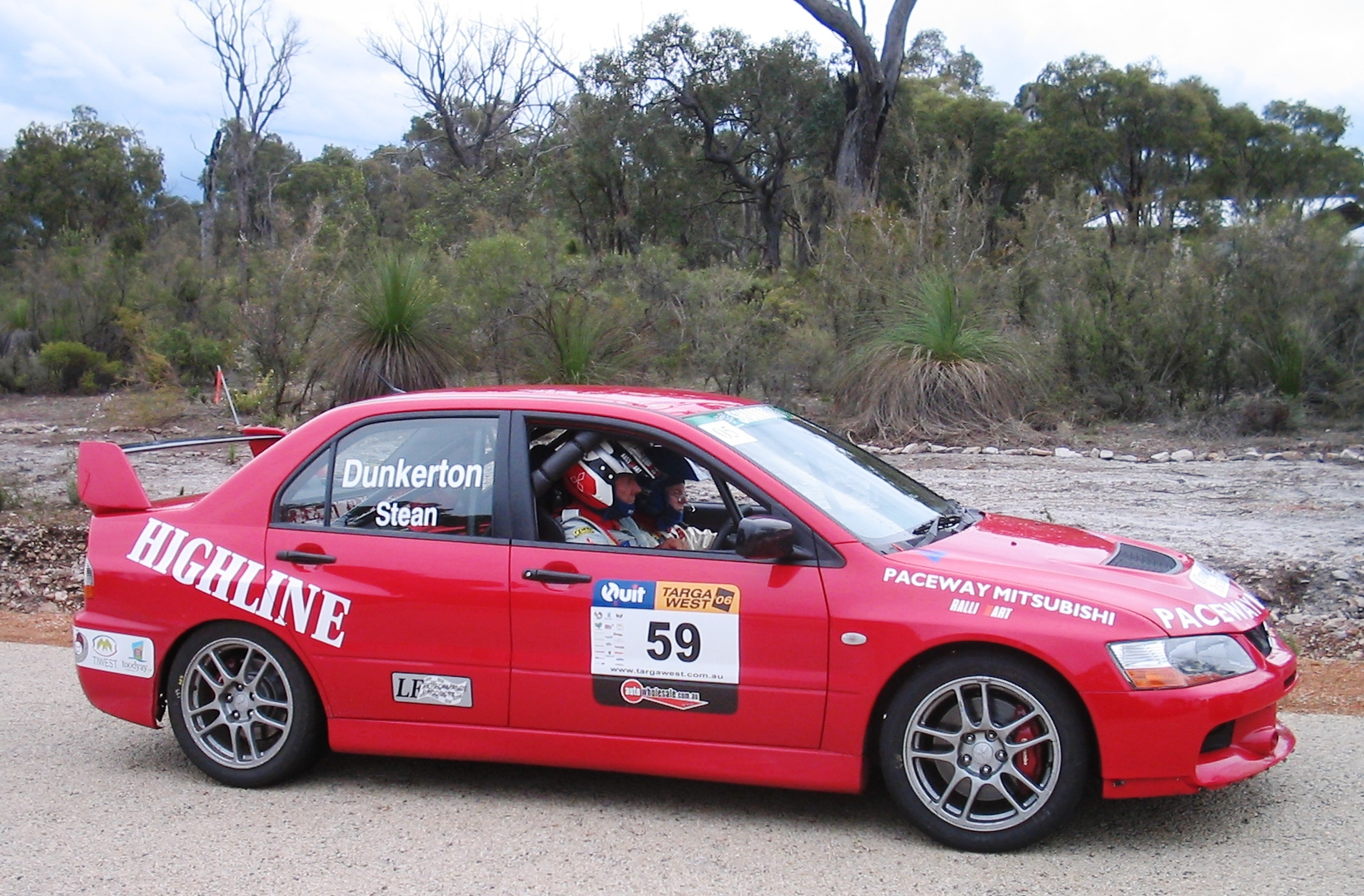
R. Dunkerton, vainqueur du Targa West Rally en 2006 sur Mitsubishi Lancer Evo IX.

- 1980: Southern Cross Rally de Perth en Australie (4e en 1978);
- 1989, 1991 et 1992: Rallye d'Indonésie (APRC);
- 1990: Rallye de Malaisie (APRC);
- 2005 et 2006: Targa West Rally (3e en 2007).

## Résultats en WRC
- 3e du rallye de Nouvelle-Zélande en 1992;
- 4e du rallye de Nouvelle-Zélande en 1990;
- 4e du rallye d'Australie en 1993 (et 4e en 1988, en APRC).

## Récompenses
- 1997: un National Media Award.